# Салье, Михаил Александрович
Михаи́л Алекса́ндрович Салье́ (21 августа 1899, Санкт-Петербург — 17 августа 1961, Ташкент) — советский востоковед и филолог, член Союза писателей СССР, кандидат филологических наук, старший научный сотрудник Института востоковедения АН Узбекской ССР. Владел тремя европейскими и тремя восточными языками.
М. А. Салье являлся учеником советского арабиста, академика И. Ю. Крачковского. Наибольшей известностью пользуется его полный перевод (в 8 томах) арабских сказок «Тысяча и одна ночь», начавший выходить при активной поддержке А. М. Горького (1928—1938; второе издание — 1957—1960). Это был, по словам академика И. Ю. Крачковского, труд жизни М. А. Салье, «составивший крупную заслугу его не только перед арабистикой, но и русской культурой вообще».

## Биография
Его отец — Александр Павлович Салье (1872—1938), горный инженер. Был дважды женат. Сначала на Евгении Владимировне, урожд. Штанге (1877—1904). А затем на её младшей сестре Марии Владимировне Штанге (1886—1972).
Раннее детство провёл в семье деда, известного в то время врача, профессора Владимира Адольфовича Штанге. Родовая травма привела к серьёзным нарушениям опорно-двигательного аппарата, из-за чего Михаил не мог нормально ходить. Поэтому семья решила подготовить его к интеллектуальной профессии, и он стал активно изучать иностранные языки — французский, немецкий, английский. В 1926 году окончил Восточный факультет Ленинградского университета.
По окончании университета поступил в аспирантуру в Институт сравнительного изучения литератур и языков Запада и Востока при ЛГУ. В 1921—1922 годы совмещал учёбу с выездами в Ташкент, где преподавал в Туркестанском восточном институте.
Выдающейся переводческой работой стали сказки «Тысяча и одна ночь» — единственный полный перевод этого памятника арабской культуры, осуществлённый на русский язык с языка оригинала. Первый том сказок был выпущен издательством «Academia» в 1929 году, последний, восьмой, увидел свет в 1939 году.
М. А. Салье также занимался переводами с европейских языков. В том числе ему принадлежит известный перевод повести «Трое в лодке, не считая собаки» Джерома Клапки Джерома, романа «Таинственный остров» Жюля Верна. В 1934 году был принят в Союз писателей СССР.
В 1939 году переехал в Ташкент, и вся последующая его деятельность была связана с Узбекским отделением АН СССР. Участвовал в коллективной работе над переводом «Канона врачебной науки» Ибн Сины (Авиценны). М. А. Салье перевёл «Бабур-наме» — записки основателя империи Великих Моголов Бабура и «Памятники минувших поколений» Бируни. Перевёл арабско-испанскую антологию Ибн Хамзы (1930) и роман египетского писателя Тауфика аль-Хакима «Возвращение духа» (1935).
В 1939—1944 годах работал библиотекарем Государственной публичной библиотеки имени Алишера Навои. С 1944 года — научный сотрудник Института востоковедения АН УзССР. В 1945 году защитил кандидатскую диссертацию.
Деятельность М. А. Салье высоко ценили такие востоковеды, как И. Ю. Крачковский, Е. Э. Бертельс, А. Ю. Якубовский, А. А. Семёнов.
Скончался 17 августа 1961 года после тяжёлой и продолжительной болезни, похоронен на Боткинском кладбище Ташкента.

## Родственники
- Сестра — Елена Александровна Салье (1902—1985).
- Брат — Евгений Александрович Салье (1904—1971)[2], горный инженер, преподаватель Ленинградского горного института и ЛГУ.
  - Племянницы: политик, доктор геолого-минералогических наук Марина Евгеньевна Салье[2], Татьяна Евгеньевна Салье, филолог, преподаватель.
- Брат (от второго брака отца) — Георгий Александрович Салье (1907—1968), физик-акустик, звукооператор. Был женат на Нине Владимировне Гернет.